# Poesía confesional
La poesía confesional es un género de poesía que emergió en el siglo XX en los Estados Unidos y consiste en la expresión de detalles íntimos de la vida del poeta, expresando temas como la enfermedad mental y la sexualidad.  El crítico Macha Rosenthal fue la primera persona que utilizó el término.
Entre los poetas confesionales originales están John Berryman, Anne Sexton, Robert Lowell, Allen Ginsberg y Sylvia Plath.